# Simon Baker (acteur canadien)
Pour les articles homonymes, voir Simon Baker (homonymie) et Baker.
Simon Baker est un acteur canadien, né le 30 mars 1986 à Vancouver (Canada).

## Filmographie

### Cinéma
- 1995 : Rendez-vous sur la lune (Once in a Blue Moon) : Sam Cardinal
- 1997 : De beaux lendemains (The Sweet Hereafter) : Bear
- 1998 : Phoenix Arizona (Smoke Signals) : Thomas Builds-the-fire jeune
- 2000 : Shanghai Kid (Shanghai Noon) : Little Feather
- 2002 : Now & Forever : John Myron jeune
- 2002 : Tribe of Joseph : Taan
- 2002 : North Grave : Cliff
- 2003 : Les Disparues (The Missing) : Honesco, le fils de Kayitah
- 2003 : On the Corner : Randy
- 2004 : Spooky House : Prescott
- 2004 : I, Robot : Farber Posse
- 2005 : Buckaroo: The Movie : Jerome Taylor

### Télévision
- 1994-1995 : La Légende d'Hawkeye (série télévisée) : Un jeune garçon
- 1996-1997 : Au nord du 60e (North of 60) (série télévisée) : Charlie Muskrat
- 1998 : Big Bear (série télévisée) : Horsechild
- 1999 : The Crow (The Crow: Stairway to Heaven) (série télévisée) : Eric Draven jeune
- 1999 : Nothing Too Good for a Cowboy (série télévisée) : Horatio George
- 2001 : Dream Storm (Téléfilm) : Charlie Muskrat
- 2003 : Another Country (Téléfilm) : Charlie
- 2003 : DreamKeeper (Téléfilm) : Second Brother
- 2005 : Distant Drumming: A North of 60 Mystery (Téléfilm) : Charlie Muskrat
- 2005 : La terre sacrée des bisons (Buffalo Dreams) (Téléfilm) : Thomas Blackhorse
- 2005 : Into the West (série télévisée) : Young Loved By The Buffalo
- 2008 : Voyage au centre de la Terre (Journey to the Center of the Earth) (Téléfilm) : Wakinta Rescuer